# Dryopsophus gracilentus
Espèce
Répartition géographique
Synonymes
- Hyla gracilenta Peters, 1869
- Litoria gracilenta (Peters, 1869)
- Pelodryas granulata Peters, 1873
- Hyla fordii Günther, 1876
- Hyla luteiventris Ogilby, 1907

Statut de conservation UICN

 LC  : Préoccupation mineure
Dryopsophus gracilentus est une espèce d'amphibiens de la famille des Pelodryadidae.

## Répartition
Cette espèce est endémique d'Australie. Elle se rencontre le long des côtes du Queensland et du Nord de la Nouvelle-Galles du Sud ce qui représente 320 500 km2.

## Description

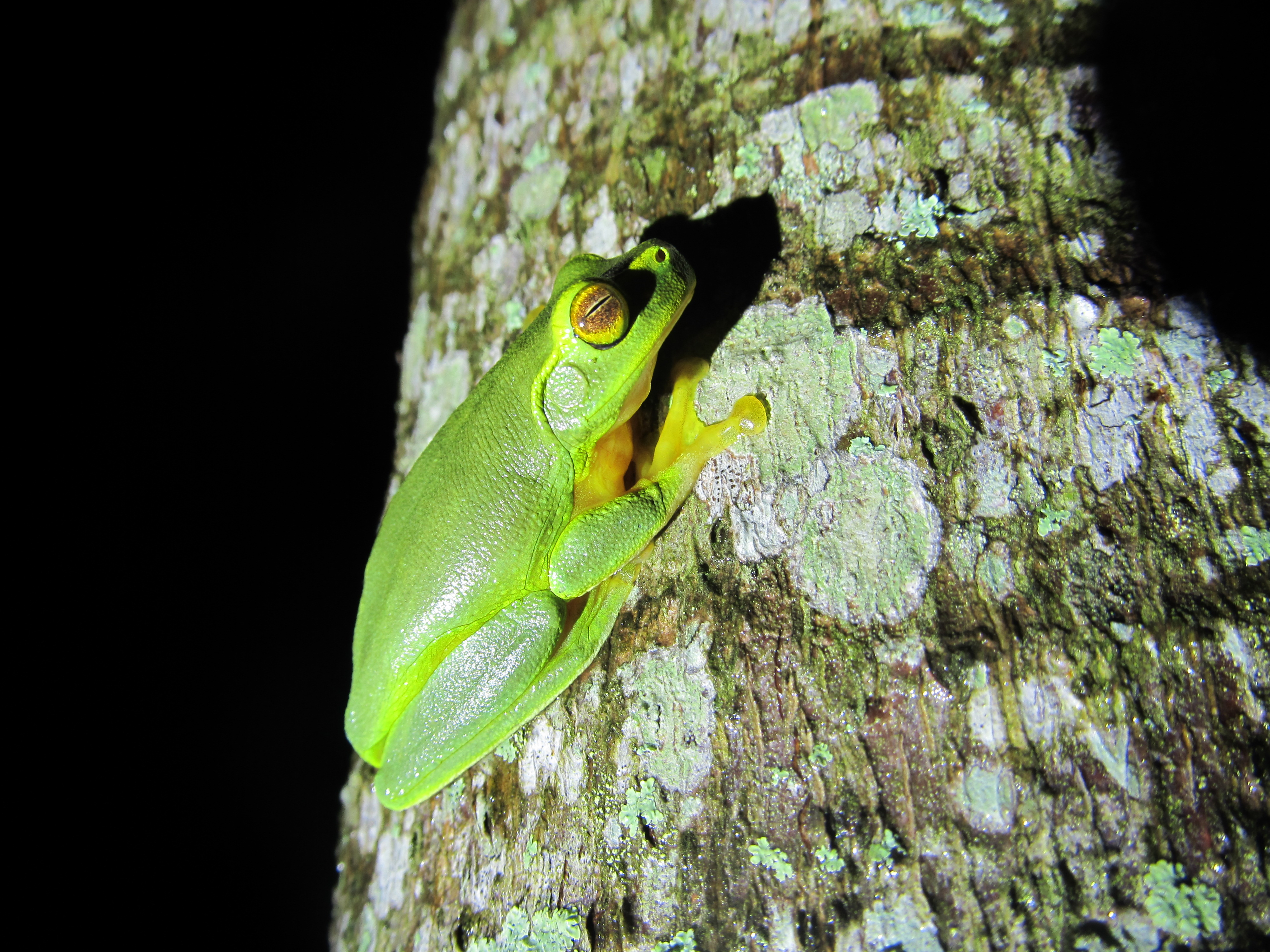
Dryopsophus gracilentus

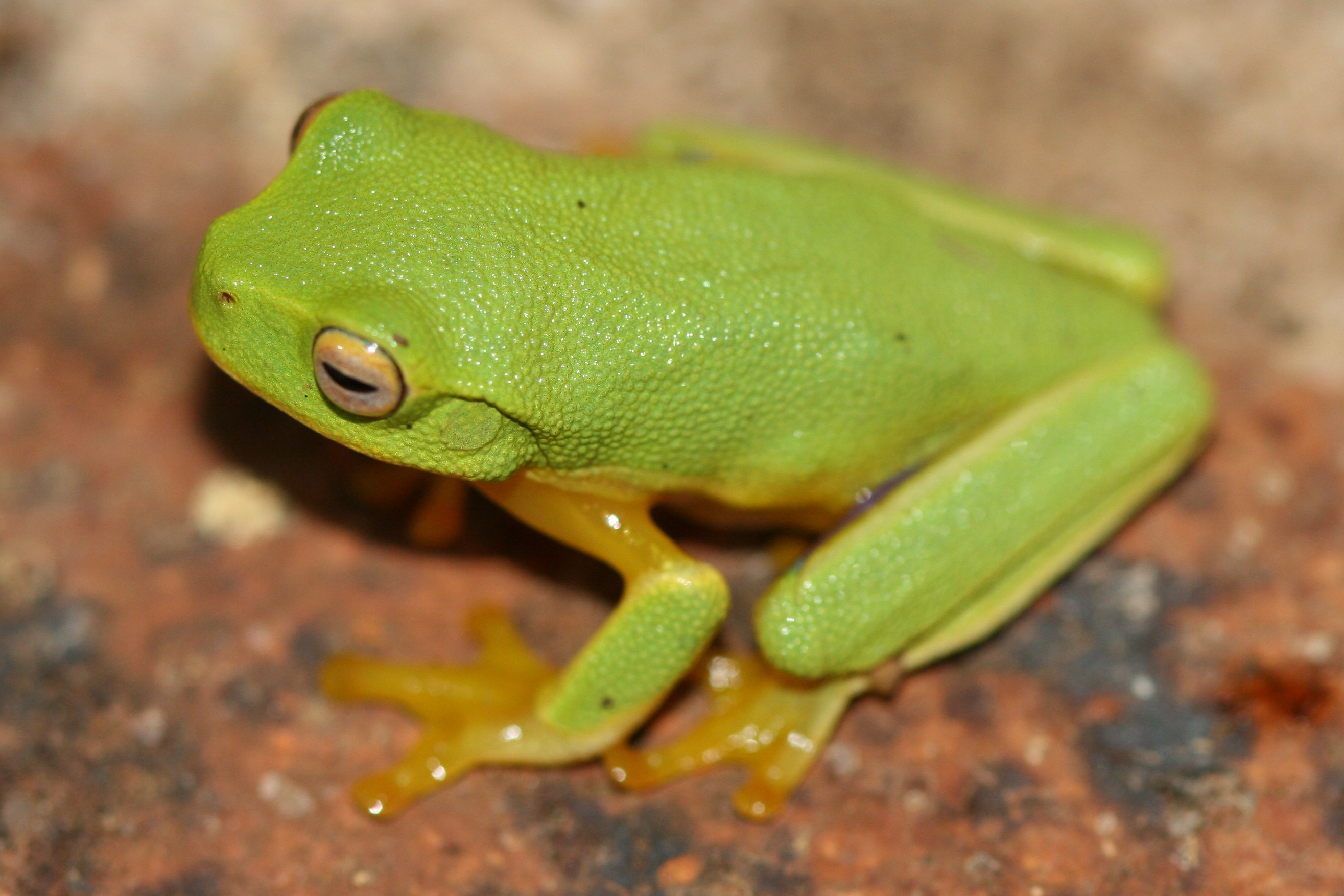
Dryopsophus gracilentus

Les mâles mesurent de 31 à 42 mm et les femelles de 32 à 45 mm.

## Publication originale
- Peters, 1869 : Eine Mittheilung über neue Saurier (Chaunoloemus multicarinatus, Tropidolepisma Richardi und Gymnodactylus Steudneri) und Batrachier (Cyclorhamphus fasciatus und Hyla gracilenta). Monatsberichte der Königlich preussischen Akademie der Wissenschaften zu Berlin, vol. 1869, p. 786-790 (texte intégral).